# Monumento cultural nacional (Eslovaquia)

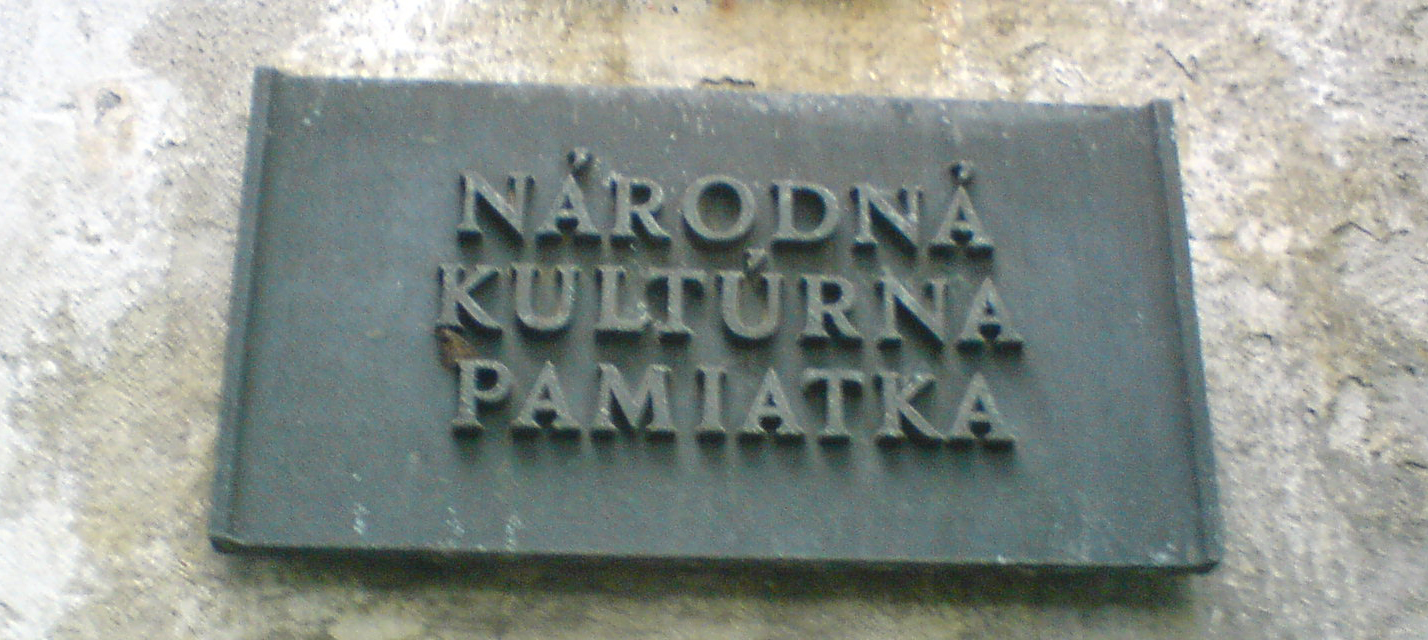
Placa en el castillo de Orava que indica que se trata de un monumento cultural nacional.

Un monumento cultural nacional en Eslovaquia es un monumento protegido.

## Protección
El patrimonio cultural de Eslovaquia está protegido por la Ley de 2002 de protección de monumentos y sitios históricos. Los monumentos y sitios históricos reciben la calificación de «monumento cultural nacional» (en eslovaco: národná kultúrna pamiatka, abreviado NKP) por parte del Ministerio de Cultura, después de ser propuestos por el Consejo de Monumentos, que mantiene un registro de:
- monumentos muebles
- monumentos inmuebles (en eslovaco: register nehnuteľných NKP)
- reservas históricas protegidas (en eslovaco: register pamiatkových rezervácií)
- zonas históricas protegidas (en eslovaco: register pamiatkových zón)

A 31 de diciembre de 2012, hay 14 818 bienes declarados como monumentos culturales nacionales.